# Islas Ryūkyū
Las islas Ryūkyū (琉球諸島 Ryūkyū-shotō?), oficialmente en japonés islas Nansei (南西諸島 Nansei-Shotō?,  lit., «Islas del Suroeste»), es el archipiélago más meridional de Japón. Con una superficie estimada en 4700 km², es la patria del idioma ryukyuense y del karate. Antiguamente formó parte del Reino de Ryūkyū. Este archipiélago ha sido reclamado por China con el nombre de Lu-Chu. Las islas están en el límite que se usa habitualmente para diferenciar el mar de China Oriental y el mar de Filipinas, aunque generalmente se consideran incluidas en su mayoría en el mar de China Oriental.
La isla de Okinawa es la principal de este conjunto.

## Geografía
Los principales grupos e islas del grupo de las Ryūkyū (islas Nansei), con los nombres geográficos japoneses actuales, son las siguientes: 
- Islas Satsunan (la mitad norte): 
  - Islas Ōsumi con:
    - Tanegashima, Yakushima, Kuchinoerabujima y Mageshima, en el noroeste del grupo;
    - Takeshima, Iojima y Kuroshima, en el noreste del grupo;

  - Islas Tokara (Shichi-tō): Kuchinoshima, Nakanoshima, Gajajima, Suwanosejima, Akusekijima, Tairajima, Kodakarajima y Takarajima;
  - Islas Amami: Amami Ōshima, Kikaigashima, Kakeromajima, Yoroshima, Ukeshima, Tokunoshima, Okinoerabujima y Yoronjima;
- Ryūkyū Shotō (la mitad meridional): 
  - Islas Okinawa (el grupo central o las Ryukyu propiamente dichas): isla de Okinawa (también conocida como. Okinawa continental, Okinawa hontō), Kumejima, Iheyajima, Izenajima, Agunijima, Iejima y Iwo Tori Shima (Iōtorishima);[2]
    - Islas Kerama: Tokashikijima, Zamamijima, Akajima y Gerumajima;
    - Islas Daito: Kitadaitō, Minami Daitō y Oki Daitō;

  - islas Sakishima (otras islas adicionales):
    - Islas Miyako: Miyakojima, Ikema, Ogami, Irabu, Shimoji, Kurima, Minna y Tarama;
    - Islas Yaeyama: Iriomote, Ishigaki, Sotobanari, Taketomi, Kohama, Kuroshima, Aragusuku, Hatoma, Yubujima, Hateruma y Yonaguni;
    - Islas Senkaku (reclamadas por la República Popular China y la República de China): Uotsurijima, Kubajima, Taishojima, Kitakojima y Minamikojima.

Notas: 
- En algunos de los nombres de isla, los sufijos «—jima»,«—shima» y «gashima »se pueden intercambiar, omitir o anexar, ya que significan «isla». En general, las islas se enumeran de norte a sur siempre que es posible.
- «Shotō» se sustituye por «islas» en la lista a excepción de Ryūkyū Shotō (琉球 诸岛), ya que la denominación «islas Ryukyu» ya existe en español. El término japonés se refiere sólo a las islas que componen la Prefectura de Okinawa, mientras que la denominación en español (e inglés) se refiere a toda la cadena de islas comprendida entre las islas de Kyushu y Taiwán.
- Ryukyu Retto (琉球 列岛) se refiere a lo que fue el territorio del antiguo reino, que son las islas Amami, islas de Okinawa, islas Miyako y las islas Yaeyama.

## Historia
Existió un Reino de Ryūkyū independiente que ocupaba la mayor parte de las islas desde Yonaguni, en el sudoeste, hasta Amami Oshima, al norte. En el siglo XVII obtuvo el estatus de reino tributario del emperador chino (el cual teóricamente debía ir en su auxilio de haber sido necesario). En 1609, una expedición que partió de Satsuma, en Kyushu, conquistó el reino. Después, los reyes de Ryūkyū pasaron a prestar tributo también al emperador japonés.
En 1879, el gobierno Meiji del Japón anunció la anexión de las islas. China se opuso, por lo que el expresidente de los Estados Unidos, Ulysses S. Grant, fue llamado para mediar entre las partes, decidiéndose finalmente a favor del Japón.
Finalizada la Segunda Guerra Mundial en 1945, el archipiélago fue administrado por los Estados Unidos. Las islas del grupo Amami fueron devueltas al Japón en 1953 y son parte de la prefectura de Kagoshima. El resto del archipiélago, a excepción de la isla de Okinawa, fue entregado en 1967. Okinawa volvería a soberanía japonesa más tarde, en 1972. La administración estadounidense dotó de emisiones de sellos propias al archipiélago desde 1949 hasta que de nuevo volvieron a usar franqueo japonés, a partir del 15 de mayo de 1972.